# L'arbre de nadal
L'arbre de Nadal (títol original en danès Grantræet) és un conte de Hans Christian Andersen publicat en 1844.

## Argument
Un avet petit es lamenta per la seva poca alçària i veu altres arbres com el tapen i són usats com a màstils de velers o fortes bigues. Un dia, una família el tala i l'usa com a Arbre de Nadal. L'omplen de garnaldes, posen joguines al seu peu i el coronen amb una estrella. Expliquen històries al seu peu i els nens estan contents de veure'l. L'endemà l'avet espera que es repeteixi la festa però uns servents el porten a l'altell on es va apagant entre les rates. Quan ja ha perdut gran part de la seva vida, el tallen per fer llenya.

## Anàlisi
El to pessimista del conte contrasta amb el d'altres contes per a nens. Pretén ser un avís que les glòries són efímeres i que cal aprofitar el present (carpe diem) perquè el futur enyorat pot no ser tan bo com hom espera, és per tant una exhortació a mantenir la infantesa i a gaudir del moment.